# Trichogaster labiosa
Trichogaster labiosa е вид сладководна лъчеперка от семейство Макроподови (Osphronemidae).

## Разпространение
Видът е разпространен в Югоизточна Азия. Произхожда от южната част на Мианмар. Внесен е и в Колумбия.